# アラン・シック
アラン・シック（Alan Thicke, 1947年3月1日 - 2016年12月13日）は、カナダオンタリオ州カークランドレイク出身の俳優である。歌手ロビン・シックの父であり、アメリカのABCで放送されたシットコム『愉快なシーバー家』で、一家の主であるジェイソン・シーバーを演じたことで知られる。
2016年12月13日、心臓発作のため逝去。69歳没。

## 出演作品

### テレビ
- ママと恋に落ちるまで
- サン・オブ・ザ・ビーチ
- 愉快なシーバー家（ジェイソン）

### 映画
- アルファ・ドッグ　破滅へのカウントダウン
- 愉快なシーバー家　ママの選挙運動
- 誘拐逃亡
- サンダーポイント
- Wの密約
- トイ・ソルジャー'96
- ラブダウン
- アリッサ・ミラノの 朝まで踊ろう
- 新・弁護士ペリー・メイスン/すり換えられた銃弾
- 魔性の女
- ジム・キャリーの スキーでヤッホー大作戦!
- 迷ディーラー!?ピンチの後にチャンスなし The Goods: Live Hard, Sell Hard (2009)
- ジュディーを探して